# Mnet Asian Music Awards 2019
Die 21. Mnet Asian Music Awards fanden am 4. Dezember 2019 in der japanischen Stadt Nagoya statt. Aufgrund der anhaltenden Proteste in Hongkong fand die Veranstaltung zum ersten Mal nach sieben Jahren nicht in Hongkong statt. Im September 2019 wurde daher Nagoya in Japan als Veranstaltungsort bekannt gegeben, was allerdings wegen der politischen Spannungen zwischen Südkorea und Japan zu negativen Reaktionen führte.
Moderiert wurde die Veranstaltung vom Schauspieler Park Bo-gum, dessen Zusage die Organisatoren erst am 2. Dezember 2019 erhielten. Grund war auch hier die aktuelle Situation der beiden Länder.
Das Motto der Mnet Asian Music Awards lautete in diesem Jahr The NEXT DIMENSION : MUSIC.

## Abstimmungskriterien
Qualifiziert für eine Nominierung waren Lieder und Alben, die zwischen dem 1. November 2018 und dem 23. Oktober 2019 veröffentlicht wurden.
Die Nominierten wurden am 24. Oktober 2019 bekannt gegeben. Vom 24. Oktober bis zum 3. Dezember fand die Online-Abstimmung statt. Die Abstimmung über soziale Medien war vom 24. Oktober bis zum 4. Dezember möglich.

### K-Pop
| Kategorien                                                 | Mwave Online-Abstimmung | MAMA Expertenjury | Digitale Verkäufe | Alben-Verkäufe |
| ---------------------------------------------------------- | ----------------------- | ----------------- | ----------------- | -------------- |
| Artist of the Year Award Category (Künstler-Kategorien) 1) | 30 %                    | 30 %              | 20 %              | 20 %           |
| Song of the Year Award Category (Genre-Kategorien) 2)      | 20 %                    | 40 %              | 30 %              | 10 %           |
| Album of the Year                                          | –                       | 40 %              | –                 | 60 %           |
| Best Music Video                                           | 30 %                    | 70 %              | –                 | –              |

Fan-Kategorien:
| Kategorien                    | Mwave Online-Abstimmung | Abstimmung auf sozialen Medien | Musikvideo Abrufzahlen |
| ----------------------------- | ----------------------- | ------------------------------ | ---------------------- |
| Worldwide Icon of the Year    | 60 %                    | 20 %                           | 20 %                   |
| Worldwide Fans’ Choice TOP 10 | 60 %                    | 20 %                           | 20 %                   |

### Asiatische Musik
Qualifiziert für eine Nominierung waren Lieder und Alben, die zwischen dem 1. Oktober 2018 und dem 30. September 2019 in Japan, China, Thailand, Vietnam und Indonesien veröffentlicht wurden.
Die Gewinner wurden von einer internationalen Expertenjury bestimmt.

### Professionelle Kategorien
Qualifiziert für eine Nominierung waren Mitarbeiter in der Musikindustrie, die an Projekten mitgearbeitet haben, die zwischen dem 1. November 2018 und dem 30. September 2019 veröffentlicht wurden.
Die Gewinner wurden anhand der Chart-Daten in den jeweiligen Ländern und von einer Expertenjury bestimmt.

## Gewinner und Nominierte
Die Gewinner der jeweiligen Preise sind fett dargestellt.
| Artist of the Year (Daesang) | Album of the Year (Daesang) |
| --- | --- |
| - BTS - Blackpink - Exo - Twice - Chungha | - BTS – Map of the Soul: Persona - Blackpink – Kill This Love - Twice – Fancy You - Exo – Don’t Mess Up My Tempo - Seventeen – An Ode |
| Song of the Year (Daesang) | Worldwide Icon of the Year (Daesang) |
| - BTS – Boy With Love (Feat. Halsey) - Blackpink – Kill This Love - Exo – Tempo - Twice – Fancy - Chungha – Gotta Go | - BTS - GOT7 - Seventeen - TXT - Twice - Ateez - Monsta X - Blackpink - EXO - X1 |
| Best New Male Artist | Best New Female Artist |
| - TXT - AB6IX - Ateez - Kang Daniel - Kim Jae-hwan - X1 | - Itzy - Rocket Punch - Bvndit - Everglow - Jeon So-mi - Cherry Bullet |
| Best Male Group | Best Female Group |
| - BTS - EXO - GOT7 - NCT 127 - Monsta X - Seventeen | - Twice - Blackpink - Red Velvet - Mamamoo - IZ*ONE - GFriend |
| Best Male Artist | Best Female Artist |
| - Baekhyun - Park Hyo-shin - Mino - Taemin - Paul Kim | - Chungha - Jennie - Taeyeon - Heize - Hwasa |
| Best Dance Performance – Solo | Best Dance Performance – Male Group |
| - Chungha – Gotta Go - Sunmi – Lalalay - Jennie – Solo - Taemin – Want - Hwasa – Twit | - BTS – Boy With Luv (Feat. Halsey) - GOT7 – Eclipse - EXO – Tempo - NU'EST – Bet Bet - Monsta X – Alligator - Seventeen – Fear |
| Best Dance Performance – Female Group | Best Vocal Performance – Solo |
| - Twice – Fancy - (G)I-DLE – Senorita - Blackpink – Kill This Love - Red Velvet – Zimzalabim - IZ*ONE – Violeta - GFriend – Sunrise | - Taeyeon – Four Seasons - Kim Jae-hwan – Begin Again - Park Bom – Spring - Ben – 180 Degree - Jang Beom June – Karaoke - Chen – Beautiful goodbye |
| Best Vocal Performance – Group | Best Band Performance |
| - Bolbbalgan4 – Bom - AKMU – How can I love the heartbreak, you`re the one I love - Winner – Millions - Davichi – Unspoken Words - Mamamoo – Gogobebe - BtoB – Beautiful Pain | - Jannabi – For Lovers Who Hesitate - DAY6 – Time of Our Life - M.C the MAX – After you've Gone - Nell – Let‘s Part - N.Flying – Rooftop |
| Best Hip Hop & Urban Music | Best Collaboration |
| - Heize – She‘s Fine - Mino – Fiancé - Epik High – Lovedrunk (Feat. Crush) - Woo Won Jae – Taste (Feat. GIRIBOY) - Crush – Nappa | - LeeSoRa – Song Request (Feat. Suga of BTS) - Soyou, Ovan – Rain Drop - Jang Hye-jin, Yun Min-soo (VIBE) – Drunk On Love - Changmo, Hash Swan, Ash Island, Hyo Eun Kim – Band - Heize – We don't talk together (Feat. GIRIBOY) |
| Best OST | Best Music Video |
| - Gummy – Remember Me (Hotel Del Luna) - Jannabi – Take My Hand (Romance Is a Bonus Book) - Jang Beom June – Your Shampoo Scent In The Flowers (Be Melodramatic) - Paul Kim – So Long (Hotel Del Luna) - Ha Jin – We All Lie (Sky Castle)                                                                                               | - BTS – Boy With Love (Feat. Halsey) |
| Worldwide Fan‘s Choice Top 10 | Qoo10 Favorite Male Artist |
| - BTS - Got7 - Seventeen - TXT - Twice - Ateez - Monsta X - Blackpink - Exo - X1 | - BTS - AB6IX - Ateez - Baekhyun - Exo - Got7 - Kang Daniel - Kim Jae-hwan - Mino - Monsta X - NCT 127 - Park Hyo-shin - Paul Kim - Seventeen - Taemin - Tomorrow X Together - X1 |
| Qoo10 Favorite Female Artist | Special Awards |
| - Twice - Blackpink - Bvndit - Cherry Bullet - Chungha - Everglow - GFriend - Heize - Hwasa - Itzy - Iz*One - Jennie - Mamamoo - Red Velvet - Rocket Punch - Somi - Taeyeon | - Best New Asian Artist (Thailand) – WANYAi - Best New Asian Artist (Vietnam) – K-ICM & Jack - Best New Asian Artist (Mandarin) – OSN - Best New Asian Artist (Indonesien) – Stephanie Poetri - Best New Asian Artist (Japan) – Aimyon - Best New Asian Artist (China) – WayV - Best Asian Artist (Thailand) – Nont Tanont - Best Asian Artist (Vietnam) – Hoàng Thùy Linh - Best Asian Artist (Mandarin) – Li Ronghao - Best Asian Artist (Indonesien) – Andmesh Kamaleng - Best Asian Artist (Japan) – Aimyon - World Performer – Monsta X - Favorite Vocal Performance – Mamamoo - Favorite Dance Performance – Got7 - International Favorite Artist – Dua Lipa - Breakthrough Achievement Award – Seventeen |
| Professional Awards | |
| - Best Producer of the Year – Starr Chen, Howe Chen, RAZOR - Best Composer of the Year – Pdogg - Best Engineer of the Year – Kwon Nam-woo - Best Art Director of the Year – Yuni Yoshida - Best Video Director of the Year – LUMPENS - Best Choreographer of the Year – Kiel Tutin - Best Executive Producer of the Year – Bang Si-hyuk | |

## Moderation und Präsentatoren
| Name                            | Anmerkungen                                                                               |
| ------------------------------- | ----------------------------------------------------------------------------------------- |
| Park Bo-gum                     | Moderation und Präsentator für Worldwide Fans’ Choice                                     |
| Lee Sang-yeob und Jung Hye-sung | Präsentatoren für Best Male/Female Group                                                  |
| Kim Byung-hyun und Yoon Ji-ni   | Präsentatoren für World Performer, Favorite Vocal Performance, Favorite Dance Performance |
| Saito Tsukasa und Shin A-young  | Präsentatoren für Qoo10 Favorite Female Artist, Qoo10 Favorite Male Artist                |
| Lee Yi-kyung und Erika Karata   | Präsentatoren für Best New Male Artist, Best New Female Artist                            |
| Jimmy Fallon                    | Präsentator für Album of the Year                                                         |
| Sakaguchi Kentaro               | Präsentator für Best Dance Performance Male/Female Group                                  |
| Lee Sang-yeob, Lee Yubi         | Präsentatoren für Worldwide Fans’ Choice                                                  |
| Joo Woo-jae, Jisook             | Präsentatoren für Best Female Artist, Best New Asian Artist                               |
| Lee Kwang-soo, Choi Yu-hwa      | Präsentatoren für Worldwide Fans’ Choice                                                  |
| Chang Chen                      | Präsentator für Worldwide Icon of the Year                                                |
| Lee Soo-hyuk, Nazha             | Präsentatoren für Best Dance Solo Performance, Best Urban/Hip-Hop Music                   |
| Park Tam-hee                    | Präsentator für Breakthrough Achievement Award                                            |
| Cha Sung-won                    | Präsentator für Song of the Year                                                          |
| Shin Seung-hun                  | Präsentator für Artist of the Year                                                        |

## Liveacts
| Name               | Titel | Motto                                  |
| ------------------ | --- | -------------------------------------- |
| Itzy               | Dalla Dalla, Icy | It’s ITZY                              |
| TXT                | Run Away | The Next Dream Chapter                 |
| Chungha            | Gotta Go | The Genesis of Time                    |
| Monsta X           | Forever, Never Die, Follow | Who Is Real?                           |
| Hwasa              | New Rules | Make The New Rules                     |
| Dua Lipa           | Don’t Start Now | Make The New Rules                     |
| Oneus, Ateez       | Don’t Wanna Cry, Pirate King, Blood, Sweat and Tears, Say My Name, View, Lit, Wonderland, Mash Up 2 (Blood, Sweat & Tears, View, Good Bye Baby) | Greatest Expectations                  |
| WayV               | Moonwalk, Take Off | Pioneer: V                             |
| Got7               | Eclipse (2019 MAMA Ver.), You Calling My Name, Crash & Burn                                                                                     | Phases of the Moon                     |
| Seventeen          | Fear, Hit | Alternate Universe #17                 |
| J.Y. Park, Mamamoo | Twit, Don’t Leave Me, Hip, You’re the One (Party Ver.), Who’s Your Mama?, Yes I Am, Fever (Short Ver.)                                          | Glamorous Party                        |
| Twice              | Feel Special, Fancy | Everything’s Alright                   |
| BTS                | N.O, We Are Bulletproof Pt. 2, Boy With Luv, Mikrokosmos, Dionysus                                                                              | Map of the Soul: Journey to One’s Self |